# St. Louis
St. Louis (/seɪnt ˈluːɪs/; tiếng Pháp: Saint-Louis hoặc St-Louis, [sɛ̃ lwi] ⓘ) là một thành phố độc lập và là thành phố lớn thứ hai của tiểu bang Missouri, Hoa Kỳ. Thành phố này có dân số ước tính là 354.361 người. Nhân khẩu vùng đô thị St Louis (tức là bao gồm cả phần đô thị thuộc bang Illinois) là 2.879.934 người, đây là vùng đô thị lớn nhất ở tiểu bang Missouri và lớn thứ 20 ở Mỹ. Sông Missouri hợp lưu với sông Mississippi ở ngoại ô phía bắc thành phố này. Thành phố năm bên bờ phía tây của Mississippi.
St. Louis nghĩa là "Thánh Louis", được đặt theo tên vua Louis IX của Pháp. Thành phố St Louis đã được người Pháp thành lập cách đây mấy trăm năm. Trước đó, khoảng 1,200 năm trước công nguyên, ở vùng sông Mississipi này có người da đỏ sinh sống. Những vết tích của họ đã bị hư hại rất nhiều. Tuy nhiên hiện UNESCO nhìn nhận khu vực gần thành phố St Louis ở bang Illinois (khu Cahokia) như một di sản văn hóa thế giới. Tại đây còn một số vết tích của nền văn minh gọi là "văn hóa vùng Mississipi" (Mississipi Culture).
Năm 1673 hai nhà thám hiểm Pháp (Luois Jolliet và Jacques Marquette) đã khám phá khu lưu vực sông Mississipi. Năm năm sau một người Pháp khác tên La Salle đã tuyên bố cả khu vực này thuộc Pháp. Ông đặt tên khu này là Louisiana. Từ năm 1699 trở đi người Pháp đã bắt đầu đến đây sinh sống.
Hiện nay, khoảng 49,2% nhân khẩu thành phố là người Mỹ gốc Phi, 43,9% là người da trắng (trong đó 42,2% người không phải gốc Tây Ban Nha), 2,9% là người châu Á, 0,3% là người Mỹ bản địa / thổ dân Alaska và 2,4% được báo cáo là hai hoặc nhiều chủng tộc. Người gốc Tây Ban Nha hoặc La tinh thuộc bất kỳ chủng tộc nào chiếm 3,5% dân số.
Cộng đồng người Mỹ gốc Phi tập trung ở phía bắc của thành phố (khu vực phía bắc Đại lộ Delmar có 94,0% nhân khẩu là người gốc Phi, so với 35,0% ở hành lang trung tâm và 26,0% ở phía nam của St. Louis ). Trong số những người Mỹ gốc Á ở thành phố, nhóm sắc tộc lớn nhất là người Việt Nam (0,9%), tiếp theo là người Hoa (0,6%) và người Ấn Độ (0,5%). Cộng đồng người Việt đã tập trung tại khu phố Dutchtown ở phía nam St. Louis; Người Hoa tập trung ở Trung Tây End. Người gốc Mexico là nhóm Latin lớn nhất và chiếm 2,2% dân số St. Louis. Họ có sự tập trung cao nhất ở các khu phố Dutchtown, Benton Park West (Cherokee Street) và Gravois Park.

## Liên kết
| Tìm hiểu thêm về St. Louis, Missouri tại các dự án liên quan |                                   |
| Tìm kiếm Wiktionary                                          | Từ điển từ Wiktionary             |
| Tìm kiếm Commons                                             | Tập tin phương tiện từ Commons    |
| Tìm kiếm Wikinews                                            | Tin tức từ Wikinews               |
| Tìm kiếm Wikiquote                                           | Danh ngôn từ Wikiquote            |
| Tìm kiếm Wikisource                                          | Văn kiện từ Wikisource            |
| Tìm kiếm Wikibooks                                           | Tủ sách giáo khoa từ Wikibooks    |
| Tìm kiếm Wikiversity                                         | Tài nguyên học tập từ Wikiversity |

- St. Louis, Missouri profile, City-Data.com
- St. Louis weather
- Official City Government Website
- Built St. Louis
- History's Time Portal to Old St. Louis
- St. Louis Convention & Visitors Bureau
- St. Louis Historic Context: The African American Experience
- St. Louis Regional Chamber and Growth Association Lưu trữ ngày 6 tháng 6 năm 2012 tại Wayback Machine